# قصر مرحب
قصر مرحب، عبارة عن حصن أو قلعة على قمة مرتفَع يشبه القارب، يقع وسط واحة مدينة خيبر، وهناك ممر ضيق يؤدي للقصر.

## سبب التسمية
أطلق عليه هذا الاسم نسبةً لمرحب بن أبي زينب بنت الحارث، ويسمى في بعض المراجع التاريخية الإسلامية: مرحب اليهودي، وهو أحد أشهر فرسان يهود خيبر وصاحب حصن مرحب المنيع إحدى أقوى القلاع اليهودية في خيبر، وكان قائدًا من قادة اليهود في غزوة خيبر.

## الوصف
يقع قصر مرحب فوق تلة بازلتية مرتفعة تطل على مزارع النخيل والبيوت الطينية أسفل منه وهو أحد أقدم القلاع العسكرية في المملكة حيث يعتقد أنه من قلاع يهود خيبر ومنه أشتق القصر اسمه من مرحب بن أبي زينب أحد أشهر فرسان يهود خيبر والذين في غزوة خيبر بارزوا عليًا رضي الله عنه و أنتصر فيها علي على مرحب أمام القلعة.
الطريق للقلعة متعرج وضيق ويمر بالعديد من المساكن والبيوت الطينية ويبلغ سمك جدار القلعة أكثر من متر حيث بنيت جدرانها باستخدام الطين والحجارة البركانية.